# جان آرنولد
جان آرنولد (به انگلیسی: John Arnold) ساعت‌ساز و مخترع برجسته اهل انگلستان بود.
وی پایه‌گذار و مالک شرکت آرنولد و پسر است. ساعت‌های ساخت شرکت آرنولد و پسر، یکی از گران‌ترین و باپرستیژترین ساعت‌های موجود در جهان است.